# Glikolaldehid
A glikolaldehid szerves vegyület, képlete HOCH2. A legkisebb aldehid- (–CH=O) és hidroxilcsoportot (–OH) is tartalmazó molekula. Igen reaktív, a bioszférában és a csillagközi térben is előforduló molekula. Szobahőmérsékleten szilárd fehér anyag. Bár a szénhidrátok általános képletének (CnH2nOn) megfelel, általában nem tekintik szacharidnak.

## Szerkezete
A gázállapotú glikolaldehid egyszerű monomeres szerkezet, a szilárd és a folyékony dimer. Collins és George NMR-vizsgálattal leírták a glikolaldehid–víz egyensúlyt. Vizes oldatban legalább 4 gyorsan egymásba alakuló alak keveréke.

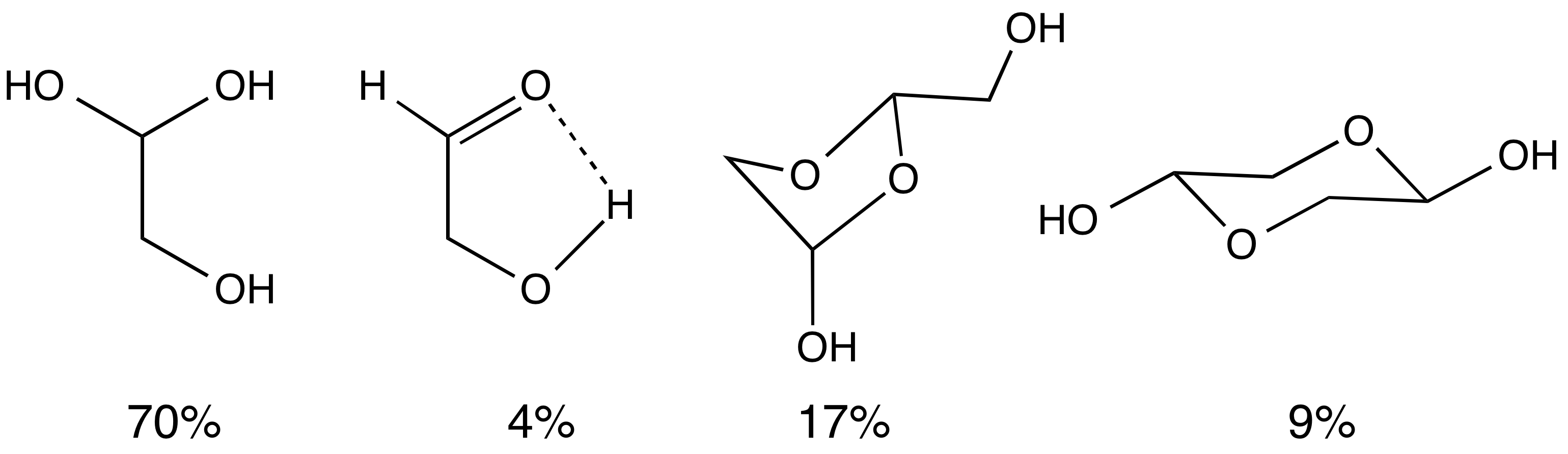
A glikolaldehid alakjainak megoszlása 20%-os vizes oldatban. Látható, hogy a szabad aldehid kis mennyiségben van jelen.

Savas vagy lúgos közegben tautomerizációval 1,2-dihidroxieténné alakul.
Ez az egyetlen lehetséges dióz (2 szénatomos monoszacharid), de nem szacharid szigorú értelemben. Bár nem valódi cukor, ez a legegyszerűbb cukorszerű molekula. Édes ízéről számoltak be.

## Szintézis
A glikolaldehid a második legnagyobb mennyiségben jelenlévő vegyület pirolízisolaj előállításakor (max. 10 tömegszázalék).
Ezenkívül vas(II)-szulfát jelenlétében etilén-glikol hidrogén-peroxidos oxidációjával is előállítható.

### Bioszintézis
Előállíthatja ketoláz fruktóz-1,6-biszfoszfát reakciójával alternatív glikolízis-útvonalon. E vegyületet a tiamin-pirofoszfát szállítja a pentóz-foszfát útvonal során.
Purinkatabolizmus során a xantin eleinte uráttá alakul. Ez 5-hidroxiizouráttá alakul, mely allantoinná és allantoinsavvá dekarboxileződik. Egy karbamid hidrolízisekor glikolureát keletkezik, kettő után glikolaldehid. 2 glikolaldehid eritrózzá dimerizálódik, ez eritróz-4-foszfáttá alakul, és a pentóz-foszfát útvonalon halad tovább.

### Szerepe a formózreakcióban
A glikolaldehid a formózreakció köztiterméke. Ebben a reakcióban 2 formaldehidmolekula glikolaldehiddé áll össze. Ez glicerinaldehiddé alakul, feltehetően kezdeti tautomerizációval. A glikolaldehid szerepe alapján fontos lehetett az élet egyszerű anyagaiban. Például a nukleotidok cukoregysége is a formózreakció révén alakul ki.

### Feltételezett szerepe az abiogenezisben
Az abiogenezis elméleteiben is gyakori. Laboratóriumban aminosavakká és dipeptidekké alakítható. Ez megkönnyíthette az összetettebb cukrok létrejöttét. Például az l-valil-l-valin tetrózok glikolaldehidből való előállításának katalizátora. Számítások szerint továbbá lehetséges pentózok dipeptid-katalizált szintézise. Ez sztereospecifikus katalitikus 
d-ribóz-szintézist mutatott. A vegyület felfedezése óta számos elmélet alakult ki a bolygórendszerekben való létrejöttéről.

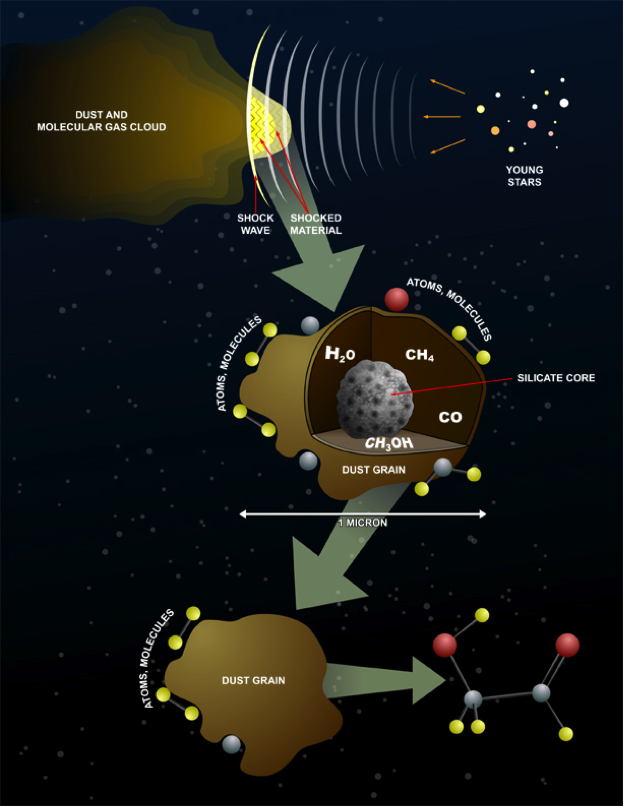
Glikolaldehid keletkezése csillagközi porban

CO-tartalmú metanoljegek UV-besugárzása szerves vegyületeket adott, például glikolaldehidet és a leggyakoribb izomert, a metil-formiátot. A termékek mennyisége az IRAS 16293-2422-ben észleltektől kissé eltért, ezt azonban okozhatja hőmérséklet-különbség is. Az etilénglikolhoz és a glikolaldehidhez 30 K feletti hőmérséklet kell. Az asztrokémiai kutatók konszenzusa jelenleg a szemcsefelszíni reakció hipotézise mellett szól, de egyes kutatók szerint a reakció a mag sűrűbb és hidegebb részein történik. De a sűrű mag nem engedi át a sugárzást, ez megváltoztatja a glikolaldehidet létrehozó reakciót.

## Keletkezése az űrben

Fantáziakép fiatal, a Naphoz hasonló csillagok gázfelhőjében lévő cukrokról.

A különböző tanulmányozott feltételek is jelzik, milyen nehéz lehet fényévekre lévő kémiai rendszerek tanulmányozása. A glikolaldehid keletkezésének körülményei ismeretlenek, de a legkonzisztensebb reakciók a csillagközi porban lévő jég felszínén vannak.
A glikolaldehidet a Tejútrendszer közepéhez közeli gázban és porban is felfedezték egy csillagbölcsőben a Földtől 26 000 fényévre, valamint egy protosztelláris kettőscsillagban, a 400 fényévre lévő IRAS 16293-2422-ben. A glikolaldehid spektrumának 9 milliárd km-re az IRAS 16293-2422-től való felfedezése alapján létrejöhetnek szerves molekulák a bolygókeletkezés előtt, végül a fiatal bolygókra érkezve nem sokkal később.

### Észlelése az űrben
Egy porfelhő belső része viszonylag hideg. Mivel hőmérséklete akár 4 K is lehet, a felhőben lévő gázok megfagynak, és a porhoz tapadnak, megadva a lehetőséget összetettebb molekulák, például glikolaldehid létrejöttéhez. Ha csillag jön létre a porfelhőből, a mag hőmérséklete nő. Így a porban lévő molekulák gázzá válnak, és kikerülnek. A molekula észlelhető és elemezhető rádióhullámokat bocsát ki. A kozmikus porból származó rádióhullámokat észlelni képes, 66 antennás Atacama Large Millimeter/submillimeter Array (ALMA) észlelte először a glikolaldehidet.
2015. október 23-án a Párizsi Obszervatórium kutatói a glikolaldehid és az etanol felfedezését jelentették be a Lovejoy üstökösön, ami e vegyületek első észlelése egy üstökösön.

## Fordítás
Ez a szócikk részben vagy egészben  a   Glycolaldehyde című angol Wikipédia-szócikk ezen változatának fordításán alapul.  Az eredeti cikk szerkesztőit annak laptörténete sorolja fel. Ez a jelzés csupán a megfogalmazás eredetét és a szerzői jogokat jelzi, nem szolgál a cikkben szereplő információk forrásmegjelöléseként.